# Напилок

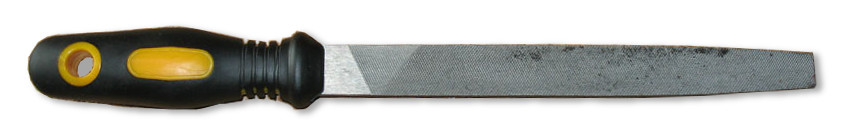
Плаский напилок загального призначення з подвійною насічкою

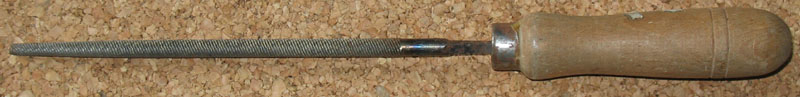
Круглий напилок (терпуг)

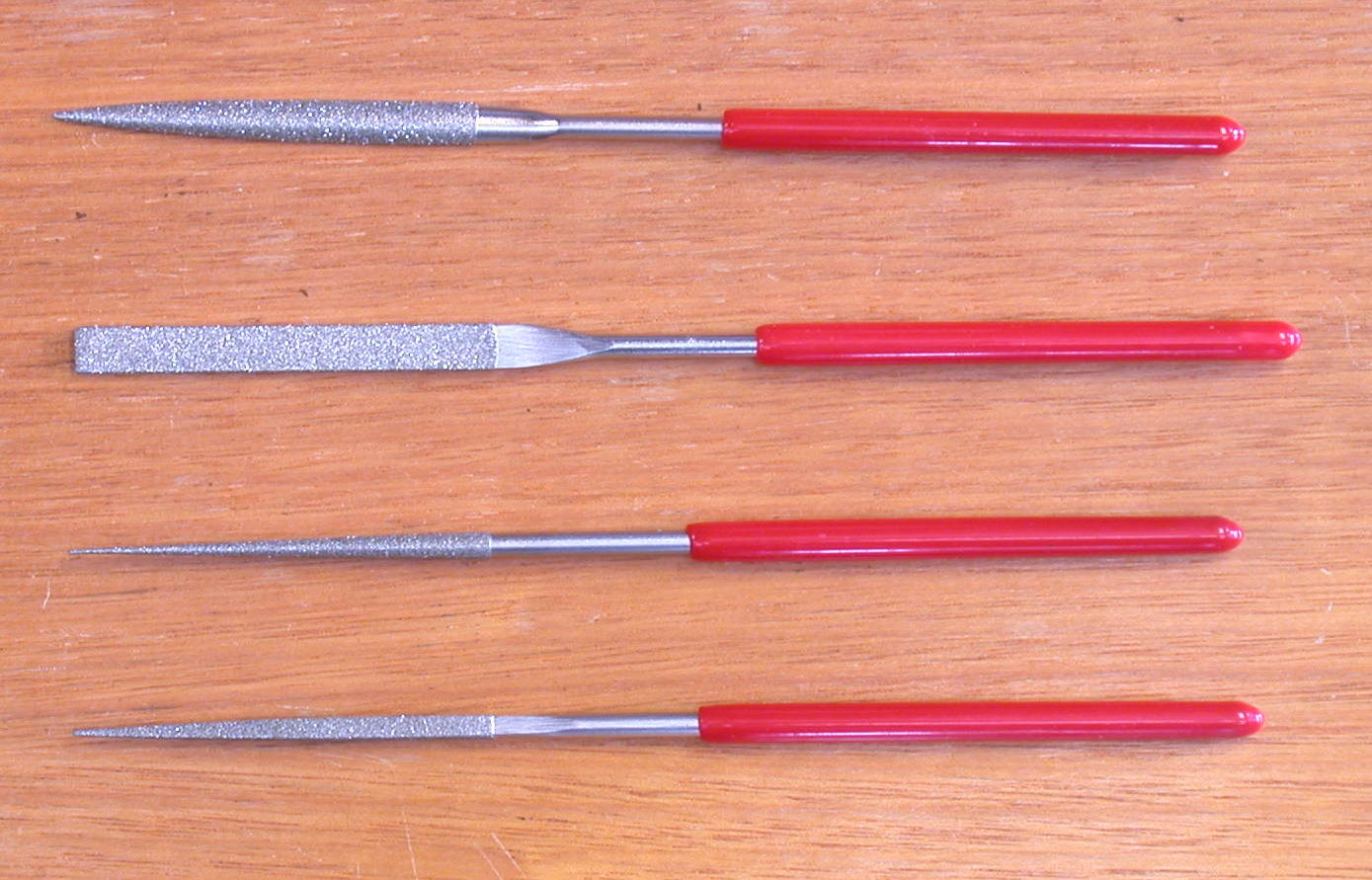
Алмазні напилки

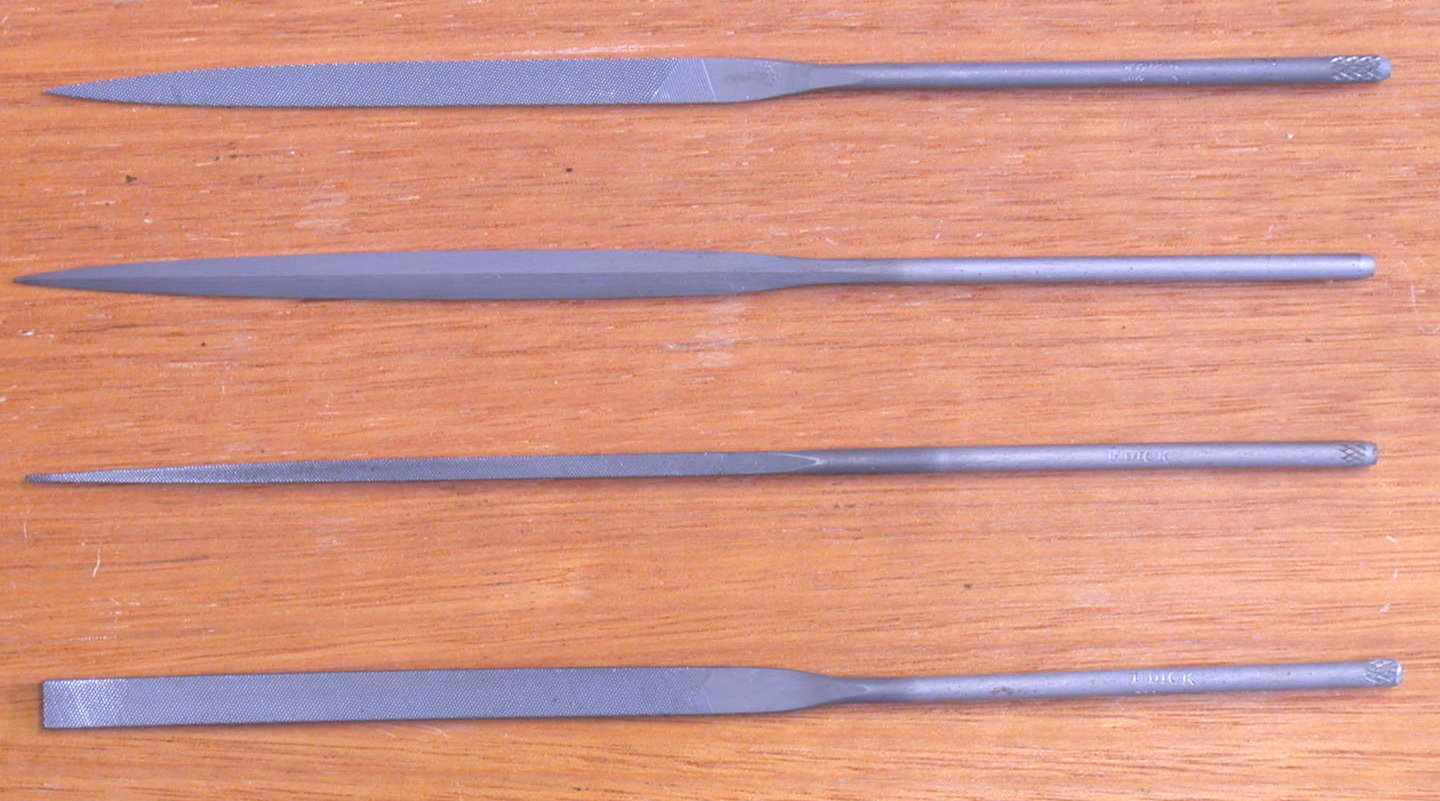
Надфілі в асортименті

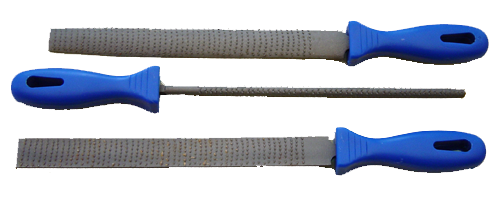
Рашпілі в асортименті

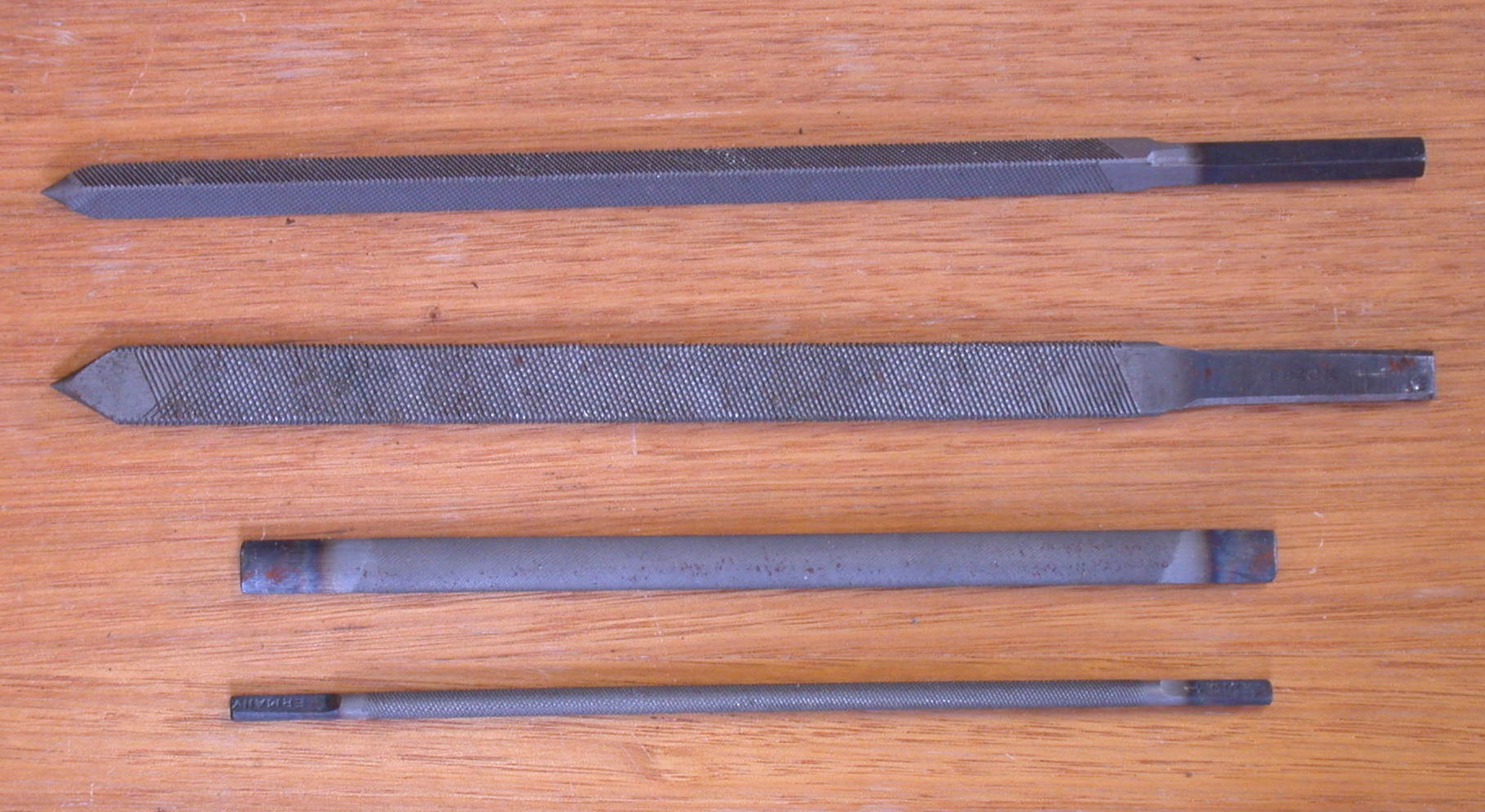
Стрижневі машинні напилки

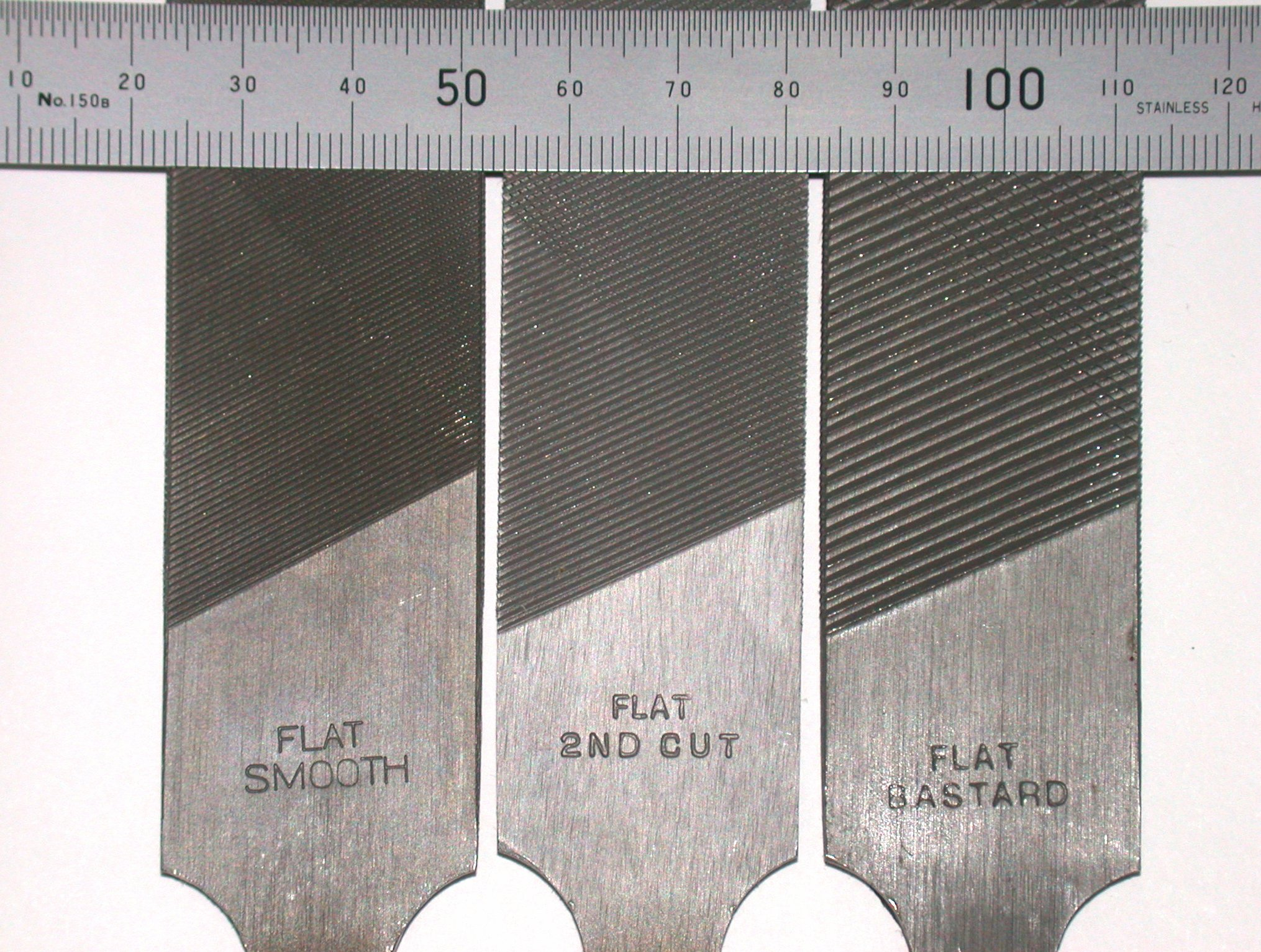
Різна щільність насічки на плоских напилках

Напи́лок (терпу́г) — сталевий брусок певного профілю і довжини, на поверхні якого є насічки (нарізки), що утворюють западини і гостро заточені зубці, які у перерізі мають форму клина.
За ДСТУ 2233-93: Терпуг — багатолезовий інструмент з великою кількістю рядів відносно дрібних лез, які працюють при поступальному або обертовому головному русі різання та русі подавання у будь-якому напрямі.
Напилки виготовляють зі сталі У13 чи У13А (ГОСТ 1435-90) або сталі 13Х (ГОСТ 5950—73) профілів 1…7 (ГОСТ 5210—82). Після насічення піддають термічній обробці до твердості понад 60 HRC.

## Класифікація
Напилки поділяють за розміром насічки, її формою, довжиною та формою бруска.

### За призначенням
За призначенням напилки поділяють на такі групи:
- загального призначення, що служать для загальнослюсарних робіт.
- спеціального призначення служать для обробки сплавів кольорових металів, виробів з легких сплавів і неметалевих матеріалів, а також, до них відносять таровані (для перевірки твердості у малодоступних частинах виробу) та алмазні (для обробки і доведення твердосплавних частин інструмента і штампів) напилки;
- надфілі[5] — невеликі напилки для лекальних, граверних робіт, а також для зачищання у важкодоступних місцях (отворах, кутах, коротких ділянках профілів тощо);
- рашпілі[6], що призначені для обробки м'яких металів (свинцю, олова, міді тощо) і неметалевих матеріалів (шкіри, гуми, деревини, пластичної маси);
- машинні:
  - стрижневі — для обпилювальних верстатів зі зворотно-поступальним рухом: малих розмірів, котрих закріплюють у спеціальних патронах і середніх розмірів, що мають з обох сторін хвостовики для їх закріплення таких же профілів, що й слюсарні напилки, і таку ж насічку, як і напилки загального призначення.
  - обертові напилки (борнапилки, дискові та пластинчасті) застосовуються для обпилювання й зачищання поверхонь на спеціальних обпилювальних верстатах.

### За видом і розміром насічки
Насічка на поверхні напилка утворює зубці, що знімають стружку з оброблюваного матеріалу. Зубці напилків виготовляють на насічних верстатах за допомогою спеціального зубила, на фрезерних верстатах, на шліфувальних верстатах — спеціальними шліфувальними кругами, а також накатуванням, протягуванням на протяжних верстатах (протяжками) та на зубонарізних верстатах.
Чим менше насічок на 10 мм довжини напилка, тим більшим є зубець. Розрізняють напилки з одинарною, або простою, з подвійною, або перехресною, точковою, або рашпільною, і дуговою насічками. Одинарну насічку наносять під кутом 65° до осі напилка. Подвійну (перехресну) насічку наносять: основну — під кутом 65°, допоміжну — під кутом 45° до осі напилка. Крок основної насічки більший за крок допоміжної. В результаті зубці розміщуються один за одним по прямій, яка з віссю напилка становить кут 5°, при рухові напилка сліди зубців частково перекривають один одного, що сприяє зменшенню шорсткості обробленої поверхні. Круглі напилки можуть мати спіральну одинарну насічку з кутом нахилу (70±5)°. Вузькі сторони ножівкових і одна з вузьких сторін плоских напилків повинні мати одинарну насічку під кутом 65°.
За числом n насічок (зубців), що припадають на 10 мм довжини, напилки поділяють на шість класів, а насічки мають номери 0, 1, 2, 3, 4 і 5:
- до першого класу належать напилки з насічками № 0 та 1 (n = 4÷12). Їх називають драчовими. Вони мають найбільші зубці і служать для грубого обпилювання;
- до другого класу належать напилки з насічками № 2 та 3 (n = 13÷24). Їх називають лицьовими і застосовують для чистого обпилювання.
- до третього, четвертого, п'ятого і шостого класів належать напилки з насічками № 4 і 5 (n ≥ 28). Їх називають оксамитовими і застосовують для остаточної обробки і доведення поверхонь;

### За формою та розмірами бруска
Напилки за формою поперечного перерізу бруска поділяють на такі типи:
- плоскі та плоскі гостроносі — застосовують для обпилювання зовнішніх або внутрішніх плоских поверхонь, а також пропилювання шліців і рівців;
- квадратні — застосовують для розпилювання квадратних, прямокутних і багатокутних отворів, а також для обпилювання вузьких плоских поверхонь;
- тригранні — служать для обпилювання гострих кутів, що становлять 60° і більше, як із зовнішнього боку деталі, так і в пазах, отворах і рівцях, а також для загострення пилок по дереву;
- круглі — використовують для розпилювання круглих або овальних отворів та увігнутих поверхонь невеликого радіуса;
- напівкруглі — із сегментним перерізом, застосовують для обробки увігнутих криволінійних поверхонь великого радіуса і великих отворів; площин, опуклих криволінійних поверхонь і кутів понад 30° (плоскою стороною);
- ромбічні — застосовують для обпилювання зубів зубчастих коліс, дисків і зірочок, для зняття задирок з цих деталей після обробки їх на верстатах, а також обпилювання кутів понад 15° і пазів;
- ножівкові — служать для обпилювання внутрішніх кутів, клиноподібних рівців, вузьких пазів, площин у тригранних, квадратних і прямокутних отворах, а також для виготовлення різальних інструментів і штампів.

Довжина робочої частини напилка за ГОСТ 1465—80 може складати від 100 до 450 мм

## Застосування
Напилки з одинарною насічкою можуть знімати широку стружку всією насічкою. Їх застосовують при обпилюванні м'яких металів, сплавів (латуні, цинку, бабіту, свинцю, алюмінію, бронзи, міді тощо) з незначним опором різанню, а також неметалевих матеріалів. Окрім того, ці напилки використовують для загострення пил, ножів, а також для обробки деревини і корка.
Напилки з подвійною (перехресною) насічкою застосовують для обпилювання сталі, чавуну й інших твердих матеріалів з великим опором різанню. Перехресна насічка краще подрібнює стружку, що полегшує роботу.
Напилки з рашпільною (точковою) насічкою (рашпілі) застосовують для обробки дуже м'яких металів і неметалевих матеріалів — шкіри, гуми тощо.
Рашпільна (точкова) насічка утворюється вдавлюванням металу спеціальними тригранними зубилами, які залишають розміщені у шаховому порядку місткі виїмки, що сприяє кращому розміщенню стружки.
Напилки з дуговою насічкою застосовують для обробки м'яких металів (міді, дюралюмінію тощо). Дугову насічку отримують фрезеруванням; вона має великі западини між зубцями та дугоподібну форму, яка забезпечує високу продуктивність і підвищує якість оброблюваних поверхонь.